# 西武巴士
西武巴士（日语：／，Seibu Bus Co., Ltd. ）是以東京都西北部至埼玉縣西南部地區為主的西武集團巴士公司。本社位於埼玉縣所澤市。子公司有西武觀光巴士、西武高原巴士、西武總合企劃、西武HIRE。

## 沿革

### 東浦自動車成立與事業整合
1932年12月19日，西武巴士前身東浦自動車株式會社在浦和（現埼玉市）成立。東浦自動車在1941年12月成為現在西武池袋線系統前身武藏野鐵道旗下公司，當時僅經營浦和一帶，之後接手西武農業鐵道直營巴士部門後擴大成現在的營運範圍。
西武農業鐵道是1945年9月由武藏野鐵道與西武新宿線系統前身舊西武鐵道合併成立的公司。
武藏野鐵道自昭和初期起開始經營青梅、飯能周邊的巴士路線，後來擴大至以西武池袋線沿線為中心的廣大路網。另一方面，舊西武鐵道也從西武村山線（現新宿線）與西武川越線（現國分寺線）沿線擴張至立川、田無、武藏境等地。此外也經營埼玉縣內大宮、川越、佛子、所澤等路線。
東浦自動車在1946年3月更名為武藏野自動車株式會社，接手西武農業鐵道巴士路線，翌年11月，再次改為西武自動車株式會社。

### 西武自動車至西武巴士
西武自動車恢復六成以上因戰爭停駛的路線，同時不斷新闢與延伸路線。1948年與都營巴士合作開設都心直通路線，同時繼續擴充練馬區等西武鐵道沿線路線。另一方面，西武自動車在埼玉縣與國際興業巴士合作，開始營運縣內中核都市之間的連絡路線。隨著西武鐵道沿線人口不斷增加，事業規模急速擴張。
1958年，合併經營輕井澤、草津地區巴士事業的「高原巴士」。
昭和30年代，陸續開設新宿 - 輕井澤、新宿 - 大箱根、豐岡町 - 小河內水壩等長距離觀光路線。另也開闢了東京至埼玉的長距離路線。但因昭和40年代起嚴重的交通堵塞，這些長距離路線陸續廢除或縮短、分割。在大規模路線重整後，西武巴士退出浦和站以東的埼玉縣區域及東京拜島周邊，1975年廢除青梅地區大半路線。1969年更名為西武巴士株式會社。
此外，由於各地陸續打造住宅團地，西武巴士也不斷開闢團地至鐵路車站的連絡路線，持續至1990年代為止。
平成時期，為提升經營效率，開始進行部門分割。1989年，西武秩父巴士成立，管理秩父地區路線。該公司在1996年4月1日更名為西武觀光巴士，之後逐漸接手租賃巴士部門。而輕井澤、草津地區路線則轉給1991年6月25日成立的西武高原巴士。
2000年，子公司「西武自動車」（第三代。第二代是1983年設立的現西武總合企畫）成立，接收部分路線。
2010年12月，合併子公司「西武自動車」（第三代）。

## 營業所、營業路線

### 現行營業所
- 練馬營業所（日语：西武バス練馬営業所） （東京都練馬區南田中）
  - 管轄一般路線： 宿20、20-1，荻11，荻12、12-1，荻13，荻14，荻17，荻18，石01，石02，石04，石21，石22，光31，練高01，練高02，練高03，練40，練41，練42，練43，練47，練48，光202（土支田循環）
  - 管轄深夜急行巴士： 池袋 - 清瀨 - 小手指線
  - 管轄高速路線： 新潟，上越，長野，高岡、冰見，富山，金澤各線，石神井公園站 - 羽田機場線
- 上石神井營業所（日语：西武バス上石神井営業所） （東京都練馬區石神井台）
  - 管轄路線： 荻15、15-1，西03，吉60、60-1，60-2，60-3，吉61、61-1、61-3，吉62、62-1、62-2、62-3，吉63，吉66，石11，增71，增72，泉31，泉33，泉34，泉35、35-1、35-2、35-3、35-4、35-5、35-6，泉38、38-1、38-2，泉39、39-1，和40、40-1，鷹21，保01，保02，保03，田41，練馬區綠巴士（日语：みどりバス）
- 瀧山營業所（日语：西武バス滝山営業所） （東京都東久留米市下里）
  - 管轄路線： 花01，花02，清02、02-1，清03、03-1，武12，武14，武15，武21，久留51，久留52，吉64，雲雀（ひばり）81，鷹22，西東京市花巴士（日语：はなバス）
- 瀧山營業所西原車庫（日语：西武バス滝山営業所） （東京都西東京市西原町）
  - 管轄路線： 境03，境04，境05，境07，田42，田43，田44
- 小平營業所（日语：西武バス小平営業所） （東京都小平市小川町）
  - 管轄路線： 清11，武13，武15（部分），武17，武19，武20、20-1、20-2，花12，寺61，寺62，寺63，寺64、64-1，寺71，立34，久84，小平市虹巴士（日语：小平市コミュニティバス）（にじバス），東村山市綠巴士（日语：グリーンバス），東大和市Choko巴士（日语：ちょこバス）
- 立川營業所（日语：西武バス立川営業所） （東京都立川市高松町）
  - 管轄路線： 立32，立35、35-1，立37、37-1，立39，立40，立45，立51，立71，立72，上北台站 - 西武巨蛋線
- 新座營業所（日语：西武バス新座営業所） （埼玉縣新座市本多）
  - 管轄路線： 泉30、30-1、30-2，泉31，泉32，雲雀71，雲雀73，雲雀75，雲雀77，久留21、21-1，久留22，久留23，久留24，清61、61-1、61-2，清62，清63、63-1，清64、64-2，志09-2，志31，志32，志33，志34，志35，朝23，朝24、24-1，朝81，朝82，朝83，新座01，朝霞市Wakuwaku號（日语：朝霞市内循環バス）（わくわく号），清瀨市清巴士（日语：清瀬市コミュニティバス）（きよバス）
- 所澤營業所（日语：西武バス所沢営業所） （埼玉縣所澤市下富（日语：下富））
  - 管轄一般路線： 久11、11-1、11-2，所18、18-1，所20-1、20-3，所46，所52，所53-1，所55，所56，所57，所58-1，所59，大34、34-1，航01，新所01，新所02、02-1，新所03，新所04，本55，清66，小手01，小手02，所澤市所巴士（日语：所沢市内循環バス）（ところバス）
  - 管轄高速路線： 所澤 - 羽田機場／成田機場，川越 - 羽田機場線
- 大宮營業所（日语：西武バス大宮営業所） （埼玉縣埼玉市大宮區三橋（日语：三橋 (さいたま市)））
  - 管轄一般路線： 大22，大23，大25，大31，大32，大33，大36，大37，大38，大39、39-1，大40，大41，新都11，北浦03，北浦10，北浦11，北浦15，南與01，埼玉市社區巴士（日语：さいたま市コミュニティバス）
  - 管轄高速路線： 鳥羽線，三都線，大宮 - 羽田機場／成田機場線
- 川越營業所（日语：西武バス川越営業所） （埼玉縣川越市南台）
  - 管轄路線： 狹山30、30-1，狹山31，新狹01、01-1，新狹02，古01，本52，本53，本54，川越34，川越35、35-1，川越61，川越62，川越100，川越穿梭巴士（日语：川越シャトル）
- 狹山營業所（日语：西武バス狭山営業所） （埼玉縣狹山市柏原（日语：柏原村 (埼玉県)））
  - 管轄路線： 狹山21，狹山22、22-1，狹山24、24-1，狹山27，狹山28，狹山29、29-1，新狹11、11-1、11-2，藤01，藤02，狹山市茶之花號（日语：狭山市内循環バス），入間市Tea Road（日语：入間市内循環バス）（てぃーろーど），入間市健康福祉中心直通穿梭巴士
- 飯能營業所（日语：西武バス飯能営業所） （埼玉縣飯能市美杉台）
  - 管轄路線： 狹山20，狹山25，狹山26，小手03，小手06，小手07，小手08，藤10，藤11，入市30、30-1、30-2、30-4、30-5，入市31、31-1、31-2、31-3，入市32、32-1、32-2、32-3，入市33、33-1，入市34，入市35，佛子（ぶし）01，佛子02，飯20、20-2，飯41、41-1，飯42，飯51，羽20

## 高速巴士、機場接駁巴士

### 日間高速巴士
- 長野線（日语：東京 - 長野線）： 池袋 - 長野、柳原 （與長電巴士（日语：長電バス）共同運行）

西武巴士本身目前僅有一條日間高速巴士。
過去往長野縣東信地方的高速巴士現在由子公司西武高原巴士（千曲線）運行。

### 日間、夜間高速巴士
- 新潟線（日语：東京 - 新潟線）： 新宿、池袋 - 新潟 （越後交通、新潟交通（日语：新潟交通）共同運行）
- 長岡新潟線（日语：東京 - 新潟線）： 新宿、池袋 - 長岡・新潟 （越後交通、新潟交通共同運行）
- 上越線（日语：東京 - 上越線）： 新宿、池袋 - 上越・直江津 （越後交通、頸城自動車（日语：頸城自動車）共同運行）
- 富山線（日语：東京 - 富山線）： 新宿、池袋 - 富山 （富山地方鐵道共同運行）
- 高岡冰見線（日语：東京 - 高岡・氷見線）： 新宿、池袋 - 高岡、冰見 （加越能巴士共同運行）
- 金澤線（日语：金沢エクスプレス号）： 新宿、池袋 - 金澤 （JR巴士關東、西日本JR巴士共同運行）

### 機場接駁巴士
- 所澤成田線： 所澤站東口、東所澤站、和光市站 - 成田機場 （京成巴士共同運行）
- 所澤羽田線： 所澤站東口、東所澤站 - 羽田機場 （東京空港交通共同運行）
- 川越羽田線： 本川越站、川越站西口 - 羽田機場 （東京空港交通、老鷹巴士（日语：イーグルバス）共同運行）
- 石神井公園羽田線： 石神井公園站、和光市站 - 羽田機場 （東京空港交通共同運行）

## 子公司
- 西武觀光巴士（日语：西武観光バス）
觀光巴士、秩父（日语：秩父地方）地區一般路線、部分大宮高速巴士路線
- 西武高原巴士（日语：西武高原バス）
輕井澤、萬座溫泉（日语：万座温泉）、草津温泉等。高速巴士佐久線、輕井澤線、上田線（千曲三線（日语：池袋 - 軽井沢・佐久・小諸・上田線））
- 西武總合企畫（日语：西武総合企画）
特定運輸業務（企業與學校）
- 西武HIRE（日语：西武ハイヤー）
東京都多摩地區與埼玉縣內、長野縣輕井澤町的計程車業務
- 西武SCCAT
警備、清掃業務等。

## 外部連結
- 西武巴士 （页面存档备份，存于）